# Matej Tonin
Matej Tonin, slovenski politik in politolog, * 30. julij 1983.
Tonin je nekdanji minister za obrambo Republike Slovenije in podpredsednik Vlade Republike Slovenije. Pred tem je bil več mandatov poslanec Nove Slovenije v Državnem zboru Republike Slovenije, med 22. junijem in 23. avgustom 2018 pa tudi predsednik državnega zbora. 21. aprila 2018 je postal predsednik NSi. Trenutno je poslanec 9. državnega zbora Republike Slovenije.

## Izobraževanje
Osnovno šolo in gimnazijo je obiskoval v Kamniku. Nadaljeval je s študijem politologije na Fakulteti za družbene vede na Univerzi v Ljubljani, kjer je leta 2010 magistriral na temo osamosvajanja Slovenije in gospodarskih učinkov osamosvojitve.

## Politika
Politično je aktiven od leta 2001, ko se je vključil v občinski odbor NSi Kamnik. Pomembne politične izkušnje je pridobival tudi v Mladi Sloveniji, podmladku NSi, kjer je bil nekaj časa tudi podpredsednik. Na lokalnih volitvah leta 2006 in 2010 je bil izvoljen v občinski svet občine Kamnik. 
Leta 2007 je začel sodelovati s poslansko skupino NSi kot svetovalec za področje odnosov z javnostmi, nato pa je novembra 2008 odšel na samostojno podjetniško pot. Ustanovil je podjetje Vizija, ki se je ukvarjalo z video produkcijo in ustvarjanjem lokalnega spletnega medija Kamničan.si. Podjetje je vodil vse do leta 2011, ko je bil na prvih predčasnih parlamentarnih volitvah izvoljen za poslanca v Državnem zboru Republike Slovenije. Funkcija poslanca mu je bila zaupana tudi na parlamentarnih volitvah leta 2014, v obeh mandatih pa je bil imenovan tudi za vodjo poslanske skupine NSi. Leta 2018, ko se je Ljudmila Novak poslovila s funkcije predsednice NSi, je prevzel začasno vodenje stranke, nato pa je bil 21. aprila 2018 na kongresu v Grosupljem z veliko večino glasov izvoljen za predsednika NSi.
Matej Tonin je leta 2016 svojo vizijo razvoja slovenske države strnil v knjigi Upanje za Slovenijo, ki hkrati predstavlja tudi agendo njegovega političnega delovanja.    

### Predsedovanje Novi Sloveniji
V začetku leta 2018 je prevzel predsedovanje Novi Sloveniji, njegov prvi cilj pa je bilo osvojiti deset poslanskih mest na parlamentarnih volitvah. Strankah jih je osvojila sedem (prejšnjih volitvah 5), zato je svetu stranke ponudil odstop. Svet ga ni sprejel, Tonin pa je ostal predsednik stranke.
Na državnozborskih volitvah leta 2022 je stranka pod Toninovim vodstvom prejela 6,69 odstotka glasov in osvojila 8 poslanskih mandatov, en več kot v prejšnjem sklicu. S tem je postala tretja največja parlamentarna stranka. Tonin je bil prav tako tudi sam izvoljen za poslanca. Stranka v koalicijska pogajanja ni bila povabljena, saj se je mandatar Robert Golob iz Gibanja Svoboda zavezal, da s strankami iz koalicije tretje Janševe vlade ne bo sodeloval v vladi, je pa dopustil možnost projektnega sodelovanja.   

### Predsednik državnega zbora
Leta 2018 je bil na predčasnih parlamentarnih volitvah ponovno izvoljen za poslanca, na konstitutivni seji državnega zbora 22. junija pa je bil z 80 glasovi podpore izvoljen tudi za predsednika Državnega zbora Republike Slovenije. Po oblikovanju Šarčeve manjšinske vlade je funkcijo predsednika državnega zbora zapustil in kot poslanec prevzel vodenje parlamentarne Komisije za nadzor obveščevalno-varnostnih služb DZ RS. Na tem mestu je bil zaradi domnevne izdaje tajnih podatkov ovaden. Maja 2021 je bila ta ovadba zavržena.

### Minister za obrambo
13. marca 2020 je bil imenovan na mesto ministra za obrambo v 14. vladi Republike Slovenije. Pristojni odbor v državnem zboru ga je pred imenovanjem vlade potrdil z 11 glasovi in šestimi proti. Tonin se je ob nastopu mandata zavzel za ustavitev padanja števila kadrov v vojski, zvišanje obrambnega proračuna in boj proti epidemiji koronavirusa.
Čez poletje 2020 je Tonin predstavil predlog zakona o investicijah v Slovensko vojsko od 2021 do 2027, težak 780 milijonov evrov. Paket investicij vsebuje nakup dveh helikopterjev in transportnega leta z izgradnjo hangarja, nakup oklepnih vozil, vzpostavitev srednje bataljonske bojne skupine ipd. Minister Tonin je večkrat poudaril, da je se s to investicijo odloča o obstoju Slovenske vojske, saj od leta 2008 ta ni bila deležna investicij. Opozicija je Toninovemu predlogu večkrat nasprotovala, predvsem stranka Levica, ki je zakon označila kot "orožarki TEŠ 6". Levica je zbrala tudi podpise za referendum, a ga je državni zbor prepovedal kot neustavnega. Levica je zoper odločitev vložila ustavno presojo, a je Ustavno sodišče Republike Slovenije pritrdilo državnemu zboru. Po odločitvi sodišča in volitvah je Tonin naznanil uradni podpis pogodbe za nakup oklepnikov v vrednosti 343,4 milijona evrov, na podpis pa je kot najverjetnejšega premierja povabil tudi Roberta Goloba. Ta je Tonina pozval, naj se podpisa vzdrži, Levica pa je dejala, da vlada nima več legitimnosti za takšne podpise, kljub temu, da je v tem času še imela polne pristojnosti. Podpis pogodbe je potekal 11. maja v Münchnu. Nastajajoča koalicija Roberta Goloba je napovedala uporabo vseh pravnih sredstev za prekinitev pogodbe. Predsednik republike Borut Pahor pa je dejal, da z nakupom oklepnih vozil Slovenija ne sme odlašati.

## Zasebno
Z ženo Marjeto, dvema hčerkama in sinom živi v Zgornjem Tuhinju v Občini Kamnik. Rekreacijsko se ukvarja s hokejem in košarko. 